# Melodin från Gamla Stan
Melodin från Gamla stan är en svensk komedifilm från 1939. Filmen var Ragnar Frisks regidebut. I huvudrollerna ses Nils Poppe och Carl Reinholdz.  

## Handling
Nisse Karlsson (Nils Poppe) sitter inne hos direktör Rydman (Arne Lindblad) på det stora Musikförlaget och spelar upp en melodi på pianot, Solen lyser även på liten stuga, men direktör Rydman lyssnar inte. Skramlande ordnar han sitt skrivbord för att sedan snabbt kunna fara ut till landet efter jobbet för att fira midsommar. Nisse Karlsson kämpar för att få sin sång såld, han ber att få förskott: 25 kronor? 15? 10? men direktören säger nej. På en av djurgårdsfärjorna mellan Gamla Stan och Allmänna Gränd jobbar en sjungande maskinist (Harry Brandelius). Karlsson träffar några dagar senare på den svensk-amerikanske schlagerförläggaren, Mr. Carlton (Gösta Cederlund) och får spela upp sin melodi samtidigt som maskinisten sjunger upp den på Radiotjänst med Sune Waldimir och hans orkester.

## Om filmen
Filmen premiärvisades den 13 november 1939 på biograf Palladium vid Kungsgatan i Stockholm. Den har visats vid ett flertal tillfällen i SVT och på TV4.  

## Rollista i urval
- Nils Poppe – Nisse Karlsson, arbetslös musiker
- Carl Reinholdz – "Långa Kalle", musiker
- Harry Brandelius – Harry Bergström, färjmaskinist
- Solveig Hedengran – Elsa, Harrys syster, kassörska på Musikförlaget
- Emil Fjellström – Jakob Blomqvist, f.d. färjmaskinist
- Gaby Stenberg – Gun, hans dotter
- Gun Adler – Rutan i mjölkaffären
- Gösta Cederlund – Mr. Carlton, svensk-amerikansk musikförläggare
- Arne Lindblad – Rydman, direktör för Amerikanska Musikförlaget
- Magnus Kesster – direktör Werner, Rydmans kompanjon
- Ragnar Widestedt – kriminalkommissarie
- Åke Grönberg – Andersson, Rydmans chaufför
- Arthur Fischer – bartender ombord på Gripsholm
- Agda Helin – fru Rydman
- Sune Waldimir – orkesterledare
- Helge Kihlberg – man i motorbåt som ger Nisse lift

## Musik i filmen
- Solen lyser även på liten stuga, kompositör Kai Gullmar, text Gus Morris, sång Harry Brandelius, Nils Poppe, Carl Reinholdz och Solveig Hedengran
- Jag är granne med kungen, kompositör Kai Gullmar, text Gus Morris, sång Harry Brandelius
- Permissionsvalsen, kompositör Kai Gullmar, text Gus Morris, framförs på dragspel av Erik Frank, sång Harry Brandelius, Emil Fjellström, Nils Poppe, Carl Reinholdz, Gaby Stenberg och Gun Adler
- Min sånglåt är min gånglåt, kompositör Kai Gullmar, text Gus Morris, framförs på munspel av Nils Poppe, sång Harry Brandelius, Emil Fjellström, Carl Reinholdz, Gaby Stenberg och Gun Adler

## DVD
Filmen gavs ut på DVD 2005 tillsammans med komedin Karusellen går.